# هوكغيرل
هوكغيرل (بالإنجليزية: Hawkgirl)‏ هي بطلة خارقة وشخصية خيالية من دي سي كومكس ظهرت في الكثير من القصص المصورة لها والمسلسلات التلفزيونية لها، ظهرت لأول مرة في القصص المصورة في يناير من عام 1940.